# 池享
池 享（いけ すすむ、1950年9月 - ）は、日本の日本史学者。一橋大学名誉教授。専門は日本中近世史、特に室町・戦国時代の大名の研究。一橋大学教授・ソウル大学校教授・歴史学研究会委員長・歴史科学協議会代表理事などを歴任。

## 人物
新潟県新潟市生まれ。1974年一橋大学社会学部卒業、1976年一橋大学大学院経済学研究科修士課程修了、1980年一橋大学大学院経済学研究科経済史専攻博士課程単位取得退学（永原慶二門下、同門に池上裕子、蔵持重裕、森武麿、西田美昭など）。1997年「大名領国制の研究」で一橋大学より博士（経済学）の学位を取得。
1980年一橋大学大学経済学部助手、1981年市立大月短期大学専任講師、1983年新潟大学人文学部助教授、1987年一橋大学経済学部助教授、1991年同教授、2014年定年退職、一橋大学名誉教授、飯田市歴史研究所顧問研究員、2014年9月ソウル大学校師範大学歴史教育科教授（日本史）、2016年3月ソウル大定年退職、同年8月までソウル大学訪問教授。この間2000年から2001年まで中国社会科学院経済研究所客員研究員、2004年から2006年東京大学文学部非常勤講師。のち、歴史科学協議会代表理事。

## 学会活動
- 2003年 - 2007年 日本歴史学協会常任委員
- 2010年 - 2013年 歴史学研究会委員長

## 著書
- 「武家官位制の創出」『大名領国を歩く』吉川弘文館9月　1993
- 大名領国制の研究 校倉書房 1995.9
- 戦国・織豊期の武家と天皇 校倉書房 2003.10
- 知将・毛利元就 国人領主から戦国大名へ 新日本出版社 2009.2
- 戦国大名と一揆（日本中世の歴史）吉川弘文館 2009.8　ISBN　9784642064064
- 戦国期の地域社会と権力　吉川弘文館、2010　ISBN　9784642028882
- 日本中近世移行論　同成社、2010
- 東国の戦国争乱と織豊権力(動乱の東国史)　吉川弘文館、2012　ISBN　9784642064460
- 毛利領国の拡大と尼子・大友氏(列島の戦国史6)　吉川弘文館、2020年　ISBN　9784642068536
- 上杉謙信の本音（歴史文化ライブラリー609）吉川弘文館、2024年9月　ISBN　9784642306096

## 共編著
- 定本上杉謙信 矢田俊文共編 高志書院 2000.5
- 銭貨 前近代日本の貨幣と国家 青木書店 2001.5（「もの」から見る日本史）
- 天下統一と朝鮮侵略 吉川弘文館 2003.6（日本の時代史）ISBN　9784642008136
- 上杉氏年表 為景・謙信・景勝 矢田俊文共編 高志書院 2003.9
- 越後平野・佐渡と北国浜街道 原直史共編 吉川弘文館 2005.12（街道の日本史）ISBN　9784642062244